# Miroslav Sovič
Miroslav Sovič (Košice, 9 marzo 1970) è un ex calciatore slovacco, di ruolo centrocampista.

## Carriera

### Club
L'11 settembre 2004 sigla una doppietta nel 3-1 del Banska Bystrica sul MSK Rimavska Sobota.

### Nazionale
L'11 marzo 1997 debutta contro la Bulgaria (0-1).

## Palmarès

### Club

#### Competizioni nazionali
- Campionato slovacco: 2

Košice: 1996-1997, 1997-1998
- Supercoppa di Slovacchia: 1

Košice: 1997
- Campionato ceco: 1

Sparta Praga: 1998-1999
- Coppa di Slovacchia: 1

Dukla Banská Bystrica: 2004-2005